# Courpiac
Courpiac – miejscowość i gmina we Francji, w regionie Nowa Akwitania, w departamencie Żyronda.
Według danych na rok 1990 gminę zamieszkiwały 93 osoby, a gęstość zaludnienia wynosiła 42 osób/km² (wśród 2290 gmin Akwitanii Courpiac plasuje się na 1083. miejscu pod względem liczby ludności, natomiast pod względem powierzchni na miejscu 1562.).